# 4714 Toyohiro
4714 Toyohiro је астероид главног астероидног појаса чија средња удаљеност од Сунца износи 3,022 астрономских јединица (АЈ).
Апсолутна магнитуда астероида је 11,3.